# Bodzanta
Bodzanta o Bodzęta (Szeligi, 1320 – Chełmno, 26 dicembre 1388) è stato un arcivescovo cattolico polacco, membro della nobile famiglia polacca degli Szeliga, arcivescovo di Gniezno e governatore delle terre di Cracovia e Sandomierz (1350, 1357–1370, 1372–1379, 1381).

## Biografia
Bodzanta nacque nel 1320 circa. Quando fu nominato arcivescovo di Gniezno, riuscì presto a esercitare una discreta influenza politica, in virtù della posizione raggiunta a livello ecclesiastico.
Sostenitore di Luigi I d'Ungheria e della dinastia angioina fino alla morte del magiaro, si mostrò più tardi propensò a sostenere un candidato angioino al trono del Regno di Polonia, e poi, Siemowit IV, duca di Masovia. Il 16 giugno 1383, si mostrò apertamente favorevole a nominare Siemowit quale re di Polonia, ma trovando poco appoggio nella szlachta (nobiltà) locale, rivolse invece la sua simpatia verso l'idea di costituire un'unione con la vicina e potente Lituania.
Il 15 febbraio, suggellando il primo degli eventi che avrebbe reso sempre più solida l'unione polacco-lituana, Bodzanta battezzò il granduca lituano Jogaila, divenuto in seguito noto come Ladislao II Jagellone (Władysław II Jagiełło). In una simile circostanza si verificò quella che sarebbe stata una delle tappe più significative per avviare il processo di cristianizzazione della Lituania, l'ultimo stato europeo ancora fedele al paganesimo. Il 18 febbraio Bodzanta presiedette il matrimonio di Jogaila con Edvige di Polonia e il 4 marzo incoronò il primo come sovrano di Polonia.
Bodzanta morì il 26 dicembre 1388.